# Halle-Vilvoorde
Halle-Vilvoorde (nld. Arrondissement Halle-Vilvoorde, fr. Arrondissement administratif de Hal-Vilvorde, niem. Bezirk Halle-Vilvoorde) – okręg w północnej Belgii, w Regionie Flamandzkim, w prowincji Brabancja Flamandzka. Jest eksklawą Regionu Stołecznego Brukseli.

## Podział administracyjny
Okręg podzielony jest na 35 gmin (nld. gemeente, fr. commmune, niem. Gemeinde), w skład których wchodzi 69 dzielnic (deelgemeente)
| - Affligem (Afflighem) - Essene - Hekelgem - Teralfene - Asse (Assche) - Bekkerzeel - Kobbegem (Kobbeghem) - Mollem - Relegem (Releghem) - Zellik - Beersel - Alsemberg - Dworp (Tourneppe) - Huizingen - Lot - Bever (Biévène) - Dilbeek - Groot-Bijgaarden (Grand-Bigard) - Itterbeek - Schepdaal (Schepdael) - Sint-Martens-Bodegem (Bodeghem-Saint-Martin) - Sint-Ulriks-Kapelle (Chapelle-Saint-Ulric) - Drogenbos - Galmaarden (Gammerages) - Tollembeek - Vollezele - Gooik - Kester (Castre) - Leerbeek - Oetingen - Grimbergen - Beigem - Humbeek - Strombeek-Bever - Halle (Hal), miasto - Buizingen - Lembeek (Lembecq) - Herne {Hérinnes) - Herfelingen - Sint-Pieters-Kapelle (Saint-Pierre-Capelle) - Hoeilaart (Hoeilaert) | - Kampenhout (Campenhout) - Berg - Buken - Nederokkerzeel - Kapelle-op-den-Bos (Capelle-au-Bois) - Nieuwenrode - Ramsdonk - Kraainem (Crainhem) - Lennik - Gaasbeek (Gaesbeek) - Sint-Kwintens-Lennik (Lennik-Saint-Quentin) - Sint-Martens-Lennik (Lennik-Saint-Martin) - Liedekerke - Linkebeek - Londerzeel - Malderen - Steenhuffel - Machelen (Machelen-lez-Vilvorde) - Diegem - Meise (Meysse) - Wolvertem - Merchtem - Brussegem - Hamme - Opwijk - Mazenzele - Overijse (Au-delà de l'IJse) | - Pepingen - Beert (Brages) - Bellingen (Bellinghen) - Bogaarden - Elingen - Heikruis (Haute-Croix) - Roosdaal (Roosdael) - Borchtlombeek - Onze-Lieve-Vrouw-Lombeek (Lombeek-Notre-Dame) - Pamel - Strijtem - Sint-Genesius-Rode (Rhode-Saint-Genèse) - Sint-Pieters-Leeuw (Leeuw-Saint-Pierre) - Oudenaken - Ruisbroek (Ruysbroeck) - Sint-Laureins-Berchem (Berchem-Saint-Laurent) - Vlezenbeek - Steenokkerzeel (Steenockerzeel) - Melsbroek (Melsbroeck) - Perk - Ternat (Ternath) - Sint-Katherina-Lombeek (Lombeek-Sainte-Catherine) - Wambeek - Vilvoorde (Vilvorde), miasto - Peutie - Wemmel - Wezembeek-Oppem (Wesembeek-Ophem) - Zaventem - Nossegem (Nosseghem) - Sint-Stevens-Woluwe (Woluwe-Saint-Étienne) - Sterrebeek - Zemst - Elewijt - Eppegem - Hofstade - Weerde |